# Asefru
L'asefru (pl. isefra) è una composizione poetica della letteratura berbera della Cabilia. Si tratta di una sorta di breve sonetto a struttura ternaria, formato da tre strofe di tre versi ciascuna. Le rime seguono lo schema AAB AAB AAB, mentre la lunghezza dei tre versi di ogni strofa è di 7 + 5 + 7 sillabe.
È un metro relativamente nuovo rispetto a quelli dalla poesia tradizionale, nato probabilmente intorno alla metà dell'Ottocento, e il poeta che ha legato in modo indissolubile il suo nome a questo tipo di composizione è Si Mohand ou-Mhand (1848-1905). L'asefru si presta ad essere non solo letto o recitato ma anche cantato, e numerosi esempi di isefra cantati sono presenti nel repertorio di diversi cantanti cabili, come Taos Amrouche (per esempio Vasta è la prigione), Slimane Azem (Si Muh yenna-d; Cavalletta, via dal mio Paese) o Malika Domrane (Nnehta).
Un esempio di asefru (Si Mohand):
Ggulleɣ seg Tizi-wuzzu
armi d Akfadu
ur ḥkimen dg' akken llan
A neṛṛez wal' a neknu
axiṛ daεwessu
anda ttqewwiden ccifan
Lɣwerba tura deg uqerru
welleh ard a nenfu
wala leεquba ɣer yilfan
"Giuro, da Tizi Ouzou / fino al colle dell'Akfadou / nessuno di quelli mi comanderà // Mi spezzo ma non mi piego / preferisco essere un maledetto / là dove governano i ruffiani // L'emigrazione è il mio destino / per Dio, meglio l'esilio / che la legge dei porci"